# Paolo Vetri

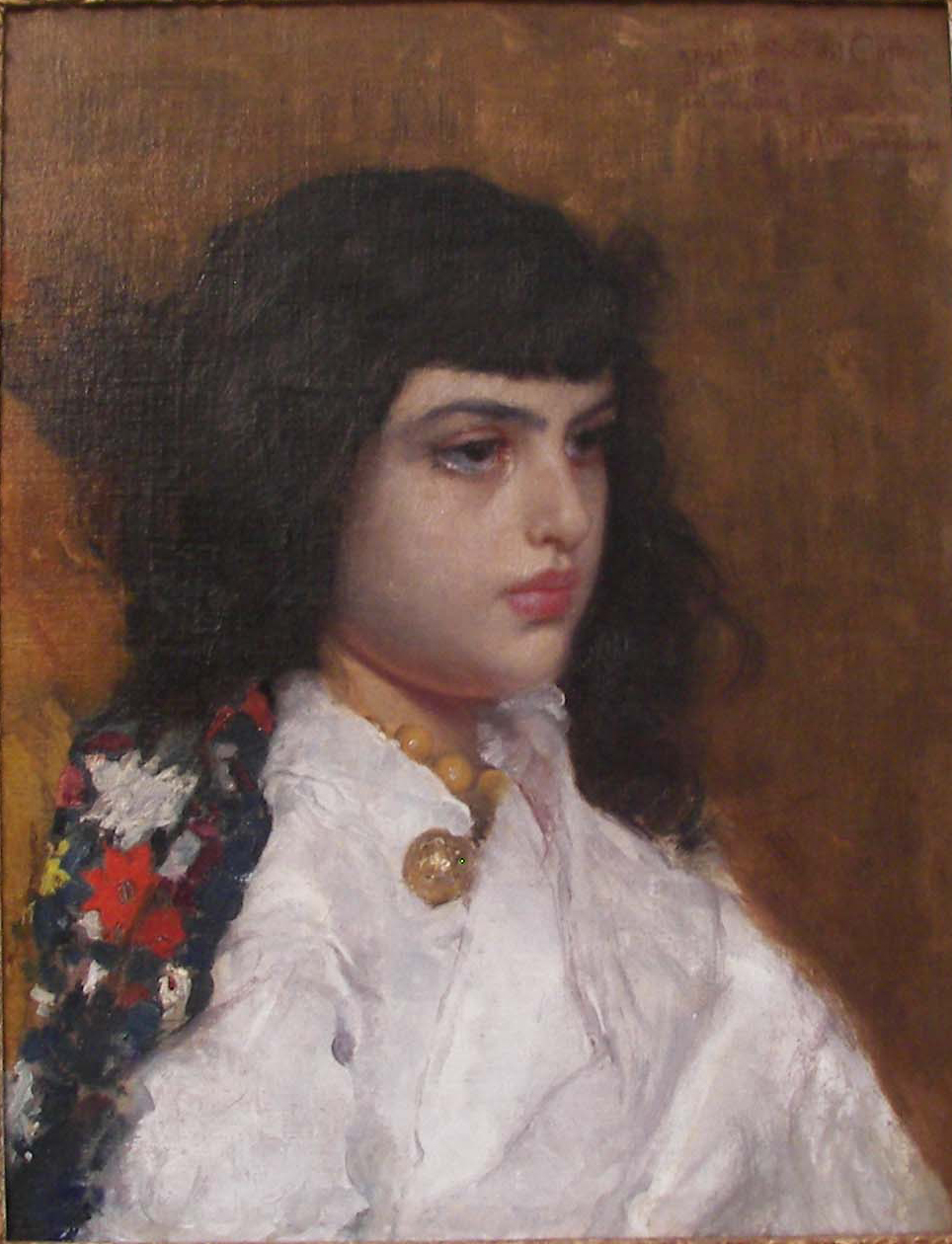
Paolo Vetri: Porträt eines Mädchens. Palazzo Comunale (Enna)

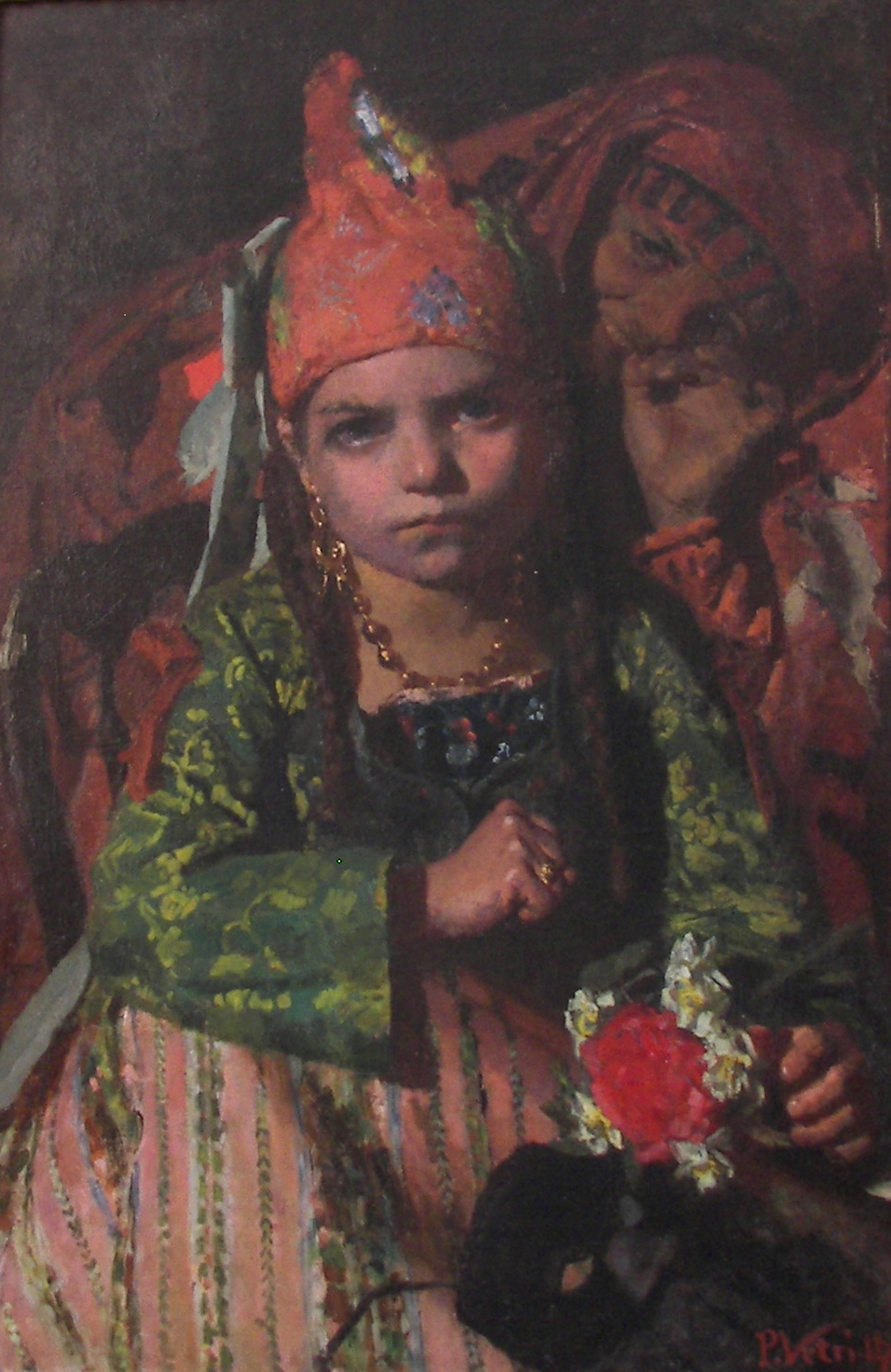
Paolo Vetri: Das Mädchen und die Zigeunerin. Palazzo Comunale (Enna)

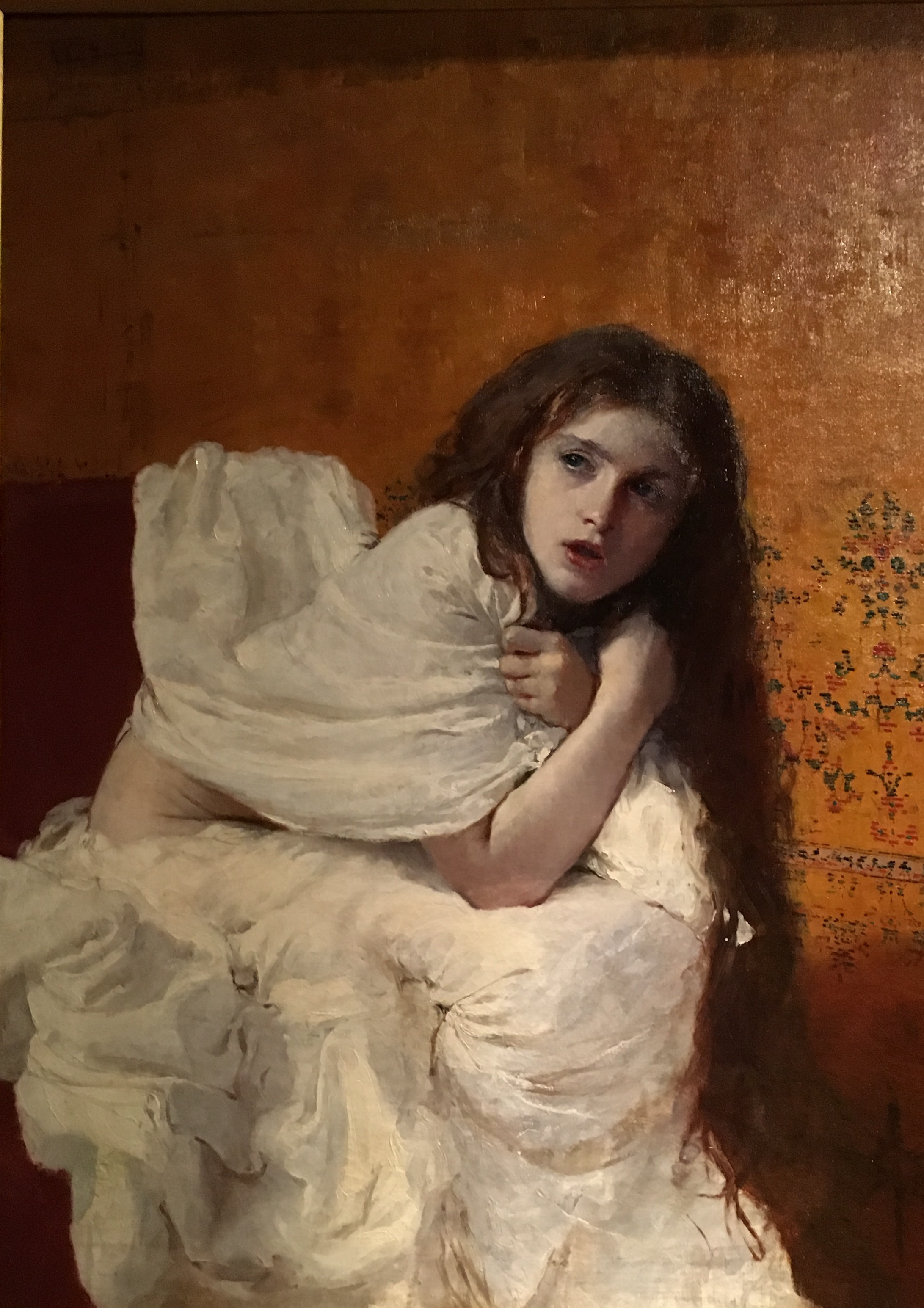
Paolo Vetri: Mädchen, dem Bad entsteigend. 1870–1873

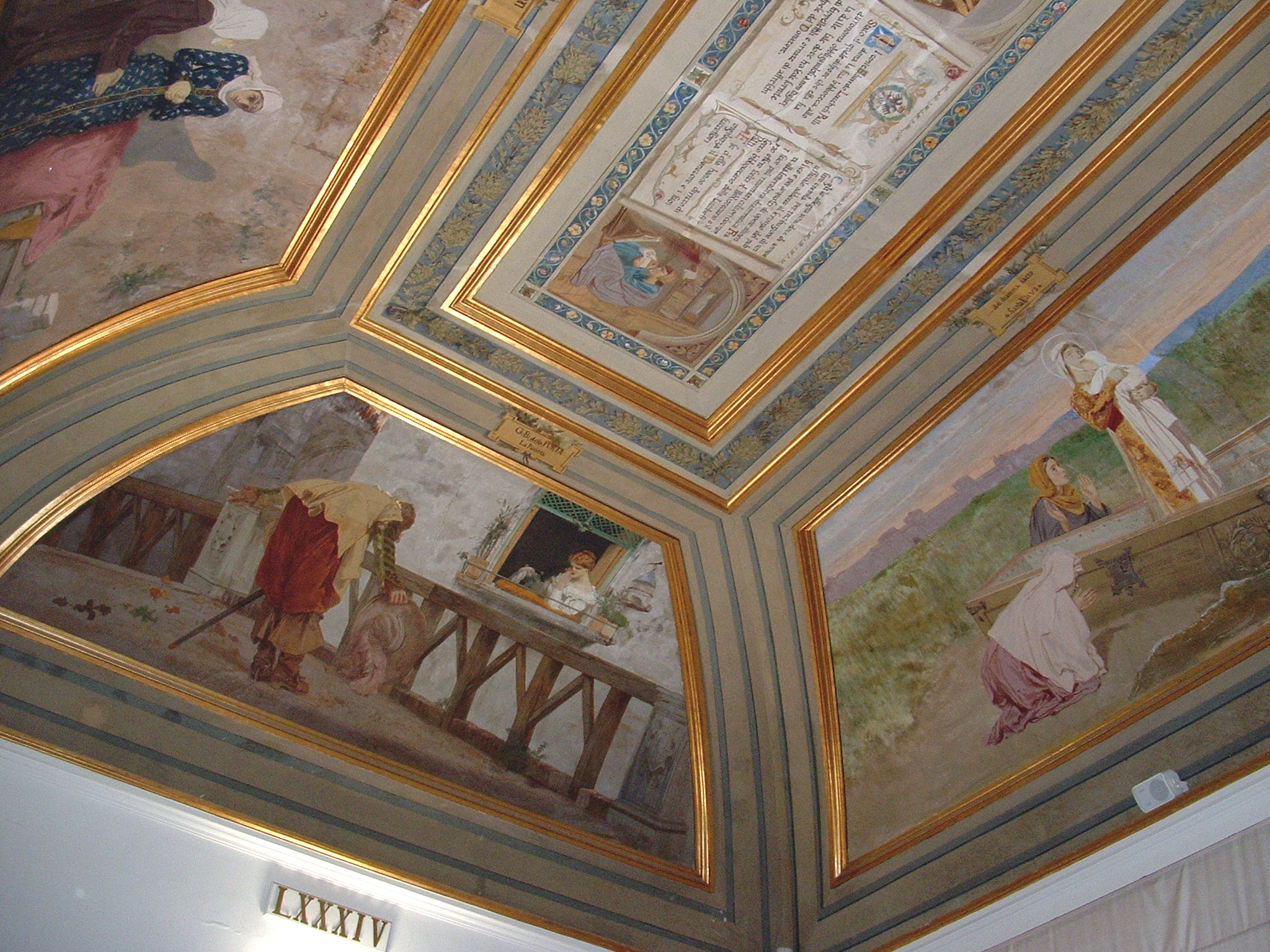
Archäologisches Nationalmuseum Neapel, Saal 84, Fresken von Paolo Vetri für die Biblioteca Lucchesi Palli

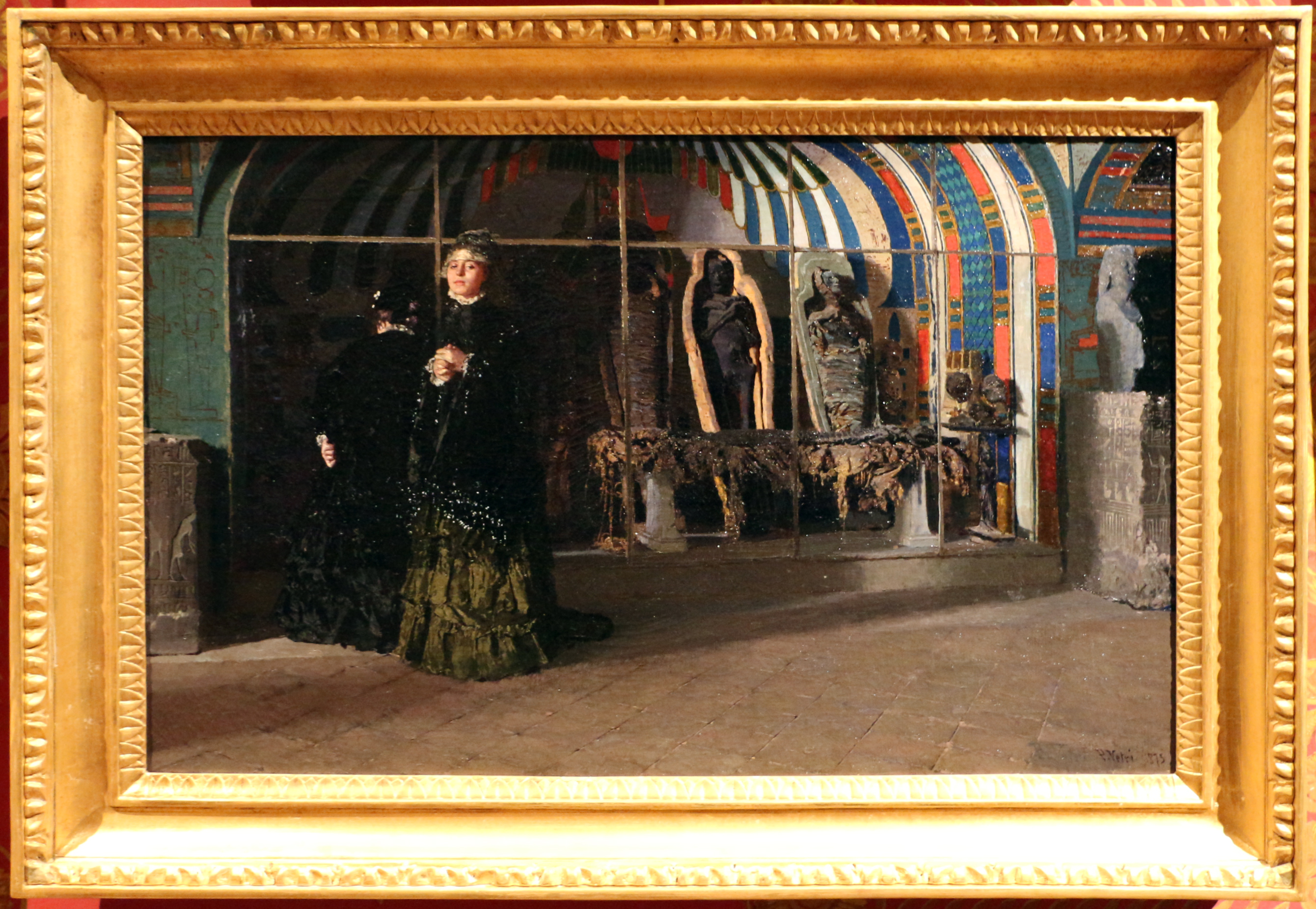
Paolo Vetri: Die Mumien im Museum. 1875

Paolo Vetri (* 2. Februar 1855, in Castrogiovanni; † 2. Mai 1937, in Neapel) war ein italienischer bildender Künstler und Lehrer.

## Biografie
Nachdem sich schon früh Paolo Vetris künstlerische Begabung gezeigt hatte, erhielt er auf Empfehlung des Politikers Paolo Longi im Alter von 12 Jahren von der Gemeinde Castrogiovanni (dem heutigen Enna, Sizilien) einen monatlichen Unterhalt von 50 Lire bezahlt. Er übersiedelte nach Neapel, um sich im Atelier von Giuseppe Mancinelli ausbilden zu lassen, wo er zudem den Maler Domenico Morelli kennenlernte, der zunächst sein Lehrmeister und schließlich sein Schwiegervater wurde, als er dessen Tochter Eleonora heiratete.
Nach dem Studium am Istituto di Belle Arti di Napoli, errang er 1874 den ersten Platz im Wettbewerb für das Kunststipendium von Sizilien, zusammen mit dem Bildhauer Ettore Ximenes. Er nahm häufig an „Förderausstellungen“ in Neapel teil: auf einer solchen Schau präsentierte er 1875 das Bild Le mummie und 1877 zeigte er in der Nationalausstellung von Neapel (Mostra Nazionale di Napoli) das Bild Quanti dolci pensieri, quanto desio…, für das er den 1. Preis gewann.
In Neapel bildete er die Malerin Pia Galise zur Porträtmalerin aus. 1876 führte er sein erstes Fresko in der Kapelle der Villa Rotondo alle Due Porte in Neapel aus.
Drei Jahre später zog er nach Florenz, wo er durch das Werk seines Freundes Ettore De Maria Bergler vom aufkommenden Stil der Macchiaioli beeinflusst wurde. Dies zeigt sich deutlich in einigen seiner Werke wie in Convalescenza e Casa di campagna.
Er nahm an zahllosen Ausstellungen in ganz Italien und Europa teil und besuchte auch häufig seinen Geburtsort, wovon zahlreiche graphische Werke zeugen. Vetri wurde zudem ein in ganz Mittelitalien stark nachgefragter Freskant, wovon zahlreiche Aufträge zeugen: für die Chiesa del Gesù, die Chiesa di Santa Brigida und der Biblioteca Lucchesi Palli in Neapel (für die Säle im alten Palazzo degli Studi, das heutige Museo Archeologico Nazionale di Napoli), die Kuppel der Chiesa di Sant’Alfonso in Pagani (Provinz Salerno), für die Villa Pajno in Palermo, für die Chiesa di San Francesco d’Assisi in Palermo, für das Ospizio dei Ciechi, den Dom von Amalfi und die Chiesa di San Domenico Soriano in Frosinone.
Er freskierte auch die große Aula der Universität von Neapel und den Vorhang des Theaters von Santa Maria Capua Vetere gestaltet, auf dem er Szenen aus den antiken Atellanae Fabulae darstellte.
Gemälde von Paolo Vetri hängen heute in vielen berühmten italienischen Museen sowie in öffentlichen Gebäuden, darunter sind: Ritratto di vecchia (Museo Alessi in Enna), Ritratto di fanciulla e Zingara (Palazzo Comunale in Enna), Fanciulla che esce dal bagno und Dante e Virgilio dinanzi alla barca di Caronte (beide in der Galleria d’Arte Moderna „Empedocle Restivo“ in Palermo), San Gregorio Magno und San Giovanni Battista (Altertafel in der Kathedrale von Ragusa).
Er unterrichtete außerdem 30 Jahre lang im Istituto di Belle Arti in Neapel, wo er als Junger selbst ausgebildet worden war. Die Galleria dell’Accademia di belle arti di Napoli besitzt vier Ölgemälde von ihm: Autoritratto, 1870, 30,5 × 43,5 cm, Due autoritratti, 1870, 43 × 32 cm; Mezza figura di monaca, 1872, 46 × 68 cm; Studio di nudo, 1872, 52 × 74 cm. Sie verfügt außerdem über drei Zeichnungen: Mezza figura, 1870, Kohlestift und Bleiweiß, 16,8 × 38,8 cm; Studio di nudo, Kohlestift, 39 × 57,6 cm; Studio di nudo, 1870, Kohlestift, 43,3×60, cm.
Paolo Vetri ist der Autor des Lehrbuchs La Legge fondamentale della Prospettiva e la teoria della Visione. („Das fundamentale Gesetz der Perspektive und die Theorie des Blicks“).

### Orte weiterer Werke
- Museum im Palazzo Zevallos, Neapel
- Kathedrale San Giovanni (Ragusa): Gemälde San Giovanni giovane nel deserto, vero e proprio ex voto per la presenza della piccola marchesa Schininà, 1906; Gemälde San Gregorio Magno, 20. Jahrhundert, in der Cappella Eponima
- Kathedrale San Andrea/Dom von Amalfi (Salerno): Fresko Pesca miracolosa, 20. Jahrhundert